# Kelsea
Kelsea es el tercer álbum de estudio de la artista country estadounidense Kelsea Ballerini. El álbum fue lanzado el 20 de marzo de 2020.

## Antecedentes
Kelsea anunció a través de Instagram en julio de 2019 que su tercer álbum estaba completo. El título del álbum y su fecha de lanzamiento se revelaron el 20 de enero de 2020. La lista de canciones del álbum fue revelada el 27 de febrero de 2020.

## Sencillos
El sencillo principal del álbum fue «Homecoming Queen?» que fue lanzado el 6 de septiembre de 2019. Ballerini lo cantó en la 53.ª edición de los Premios Country Music Association Awards en noviembre.

### Sencillos promocionales
El 8 de noviembre, «Club» fue lanzado como un sencillo promocional. «LA», el segundo sencillo promocional del álbum, fue lanzado el 24 de enero de 2020. El 28 de febrero de 2020, «Hole in the Bottle» fue lanzado como el sencillo promocional final del álbum.